# Samtse (ort)
Samtse är en distriktshuvudort i Bhutan.   Den ligger i distriktet Samtse, i den västra delen av landet, 80 kilometer sydväst om huvudstaden Thimphu. Samtse ligger 417 meter över havet och antalet invånare är 5 479.
Terrängen runt Samtse är varierad. Runt Samtse är det ganska tätbefolkat, med 230 invånare per kvadratkilometer.. Det finns inga andra samhällen i närheten.
I omgivningarna runt Samtse växer i huvudsak blandskog.